# Стефан Киров (актьор)
Вижте пояснителната страница за други личности с името Стефан Киров.
Стефан Стефанов Киров е български актьор и режисьор.

## Биография
Роден е на 3 януари 1883 година в град Сливен. Между 1904 и 1909 година учи под ръководството на Константин Станиславски и Владимир Немирович-Данченко в Московския художествен театър. Пред 1909 година обикаля Америка, Франция, Полша и Германия като помощник-режисьор в театъра на Вера Комисаржевска. В периода 1909-1923 година и 1934-1941 играе в трупата на Народния театър. През 1925 става режисьор на Български художествен театър в София, а от 1925 до 1927 е директор-режисьор на Русенския общински театър. През 1928 създава първия общински театър в Сливен, а година по-късно и Бургаския драматичен театър. Между 1935 и 1937 е председател на Съюза на българските артисти.
Драматичният театър в Сливен носи неговото име.

## Филмография
- За родината (1940) – Поручик Панчев
- Пленникът от Трикери (1929)